# Pokrzywka alergiczna

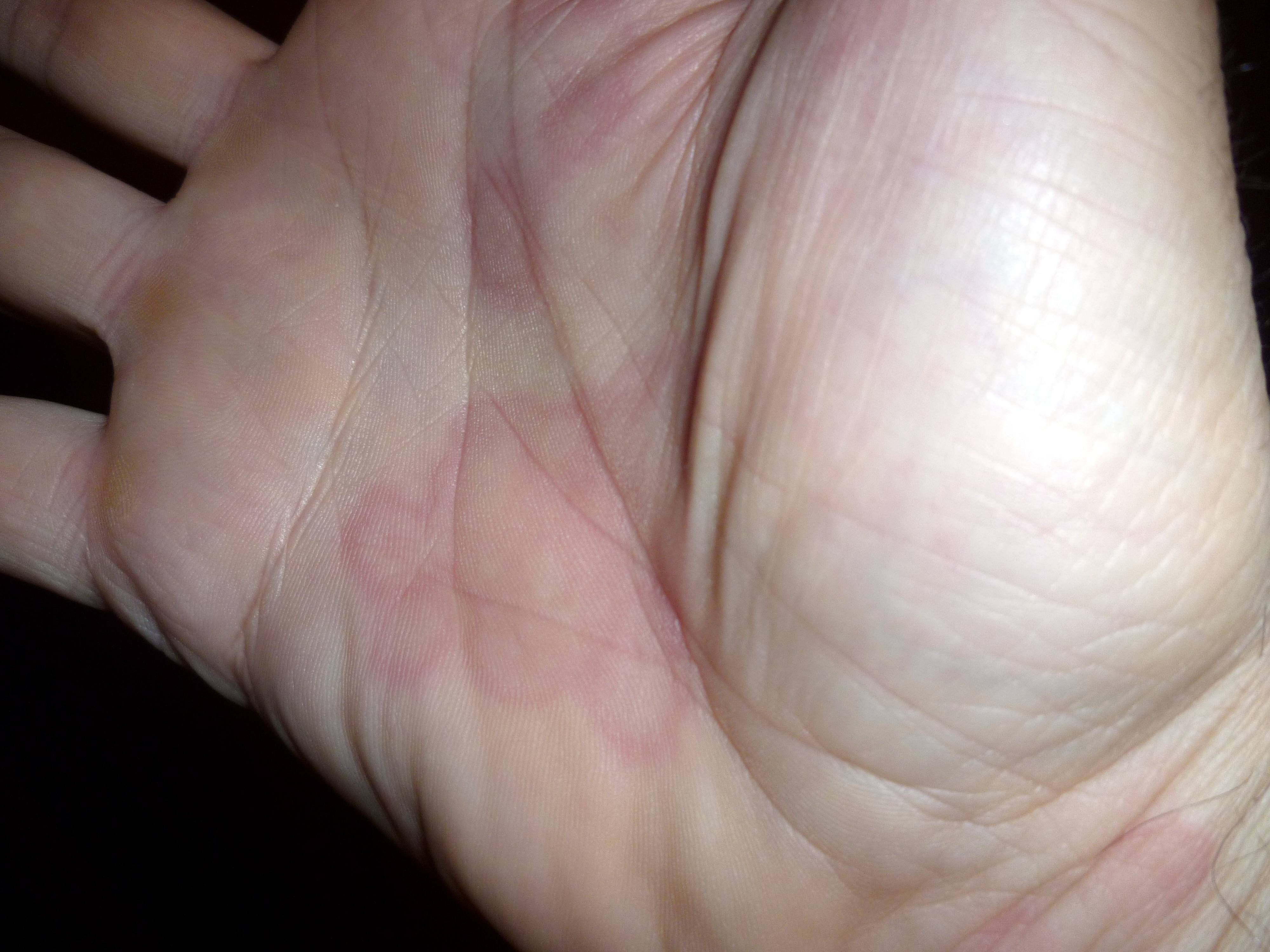
Ostra pokrzywka alergiczna kontaktowa z wysiewem bąbli na dłoni

Pokrzywka alergiczna – jedna z postaci pokrzywki, w której zmiany skórne powstają na tle alergicznym. Przyczyną jest alergia (uczulenie) – czyli nieprawidłowa, nadwrażliwa reakcja układu odpornościowego na czynnik alergizujący (alergen). Obok atopowego zapalenia skóry, rumienia i wyprysku kontaktowego zaliczana do alergicznych chorób skóry.

## Klasyfikacja
Wyróżnia się dwa podstawowe rodzaje pokrzywki alergicznej (podział oparty na czasie utrzymywania się zmian skórnych):
- ostra pokrzywka alergiczna – zmiany ustępują do 6. tygodni; przynajmniej 50% przypadków pokrzywki ostrej posiada tło alergiczne[1]
- przewlekła pokrzywka alergiczna – zmiany utrzymują się powyżej 6. tygodni; u 20–25% chorych na pokrzywkę przewlekłą zmiany skórne są częściowo związane z ekspozycją na uczulające alergeny[1].

Istnieje też pokrzywka alergiczna nawrotowa, gdzie zmiany skórne pojawiają się i znikają, a następnie znów wracają. Przy takim przebiegu schorzenia częściej można podejrzewać pokrzywkę alergiczną niż w przypadku odmiany ciągłej.
Pokrzywka ostra najczęściej związana jest z reakcją alergiczną na skutek kontaktu z alergenem (wziewnym, pokarmowym, lekowym lub mikrobowym). Przewlekła pokrzywka alergiczna jest bardzo rzadką odmianą. Jej istnienie neguje wielu autorów publikacji medycznych. Jednak opisywano przypadki, gdzie stały kontakt z jakimś alergenem – na przykład plombą w zębach, penicyliną obecną w mleku, roztoczami kurzu domowego, pyłkiem ambrozji, jajem kurzym, rybami czy orzechami – miał być powodem codziennych wysiewów pokrzywki. Wytyczne amerykańskich towarzystw naukowych dotyczące pokrzywki przewlekłej zalecają poszukiwania pokarmów jako czynników etiologicznych, choć przyznają, że ich wykrycie zdarza się wyjątkowo rzadko.

## Objawy
Charakterystycznym objawem pokrzywki alergicznej są bąble pokrzywkowe – pojedyncze lub występujące w skupiskach – swędzące, obrzękowe, porcelanoworóżowe rumienie, wyraźnie odgraniczone od skóry bez zmian chorobowych. Mogą pojawić się w każdym miejscu na skórze lub w konkretnym, gdy wysiew bąbli nastąpił w wyniku alergii kontaktowej (np. skóra dłoni – sierść zwierząt). Bąble pokrzywkowe mogą różnić się kształtem i wielkością: bąble linijne, girlandowate, obrączkowate i inne, od kilkumilimetrowej wielkości do kilkudziesięciu centymetrów. Zmiany bledną pod naciskiem palca, pojawiają się nagle i szybko znikają. Typowym objawem jest też krótkie utrzymywanie się bąbli w jednym miejscu – pacjenci opisują to jako ich „wędrowanie” i „krążenie po ciele”.
Pokrzywce alergicznej czasem towarzyszy też obrzęk naczynioruchowy:
- powiek,
- warg,
- błon śluzowych jamy ustnej,
- błon śluzowych dróg oddechowych,
- krtani (niebezpieczny, prowadzący do problemów z oddychaniem, a w skrajnych przypadkach do zatrzymania akcji serca)[potrzebny przypis].

Pokrzywka może być również pierwszym objawem anafilaksji i wstępem do wstrząsu anafilaktycznego.

## Przyczyny
Do powstania pokrzywki powodowanej alergią przyczynia się reakcja IgE-zależna i wydzielanie różnych mediatorów z tak zwanych komórek tucznych, zwłaszcza histaminy, która jest główną przyczyną powstawania bąbli.
| Czynnik mogący wywołać pokrzywkę | Przykłady |
| -------------------------------- | --- |
| alergeny wziewne i kontaktowe    | pyłki roślin, roztocze kurzu domowego, sierść lub ślina zwierząt, lateks, substancje stosowane w kosmetykach, odzieży itp. |
| leki                             | niesteroidowe leki przeciwzapalne (aspiryna, ibuprofen, ketoprofen, naproksen i inne), pirazolony, antybiotyki (penicylina, cefalosporyny, aminoglikozydy, tetracyklina i inne), środki kontrastowe z jodem używane w radiologii, narkotyczne środki przeciwbólowe (kodeina, morfina), inne leki (wywołać pokrzywkę może prawie każdy lek) |
| pokarmy i dodatki do pokarmów    | alergiczna: u dorosłych – orzeszki ziemne, laskowe; ryby i skorupiaki u dzieci – jaja kurze, mleko krowie, orzechy ziemne, laskowe, pszenica, soja niealergiczna (czyli IgE zależna, ale wywoływana nie przez alergię tylko produkty, które zawierają histaminę lub mają zdolność uwalniania jej): truskawki, ser, szpinak, bakłażan, owoce morza, dodatki do pokarmów (benzoesan, siarczyny, glutaminian sodu, barwniki); zakażenia bakteryjne lub pasożytnicze, np. niektórych ryb |
| jady owadów błonkoskrzydłych     | jad pszczoły, osy, szerszenia, mrówek. |

## Diagnostyka
W diagnostyce pokrzywki alergicznej wykorzystuje się:
- testy skórne punktowe z zestawem alergenów wziewnych i pokarmowych
- testy punktowe z alergenami natywnymi (prick by prick test)
- oznaczenie surowiczego stężenia antygenowo swoistych IgE skierowanych przeciwko podejrzanym alergenom (metoda RAST – test radioalergosorpcji, metoda RIST oraz ELISA – test immunoenzymatyczny)
- próbę eliminacji i prowokacji alergenem, na przykład pokarmowym[1].

Przed wykonaniem wszelkich fizykalnych prób prowokacyjnych konieczne jest wcześniejsze wycofanie środków przeciwhistaminowych na okres przynajmniej 48 h. Alergicznego podłoża pokrzywki należy doszukiwać się w pierwszej kolejności u osób, u których kontrakt z alergenem wywołał już wcześniej jakąś reakcję alergiczną. W przypadku ostrej pokrzywki alergicznej łatwiej jest ustalić związek przyczynowo-skutkowy między alergenem i reakcją alergiczną ze strony organizmu. Często odpowiedź daje sam wnikliwy wywiad lekarski, a testy jedynie to potwierdzają. Przewlekła pokrzywka alergiczna nastręcza o wiele więcej trudności diagnostycznych, a jej przyczyna często pozostaje niewyjaśniona.

## Leczenie
Farmakoterapia pokrzywki alergicznej opiera się na zastosowaniu:
- leków przeciwhistaminowych – stanowiących podstawę leczenia ogólnego prowadzącego do ustąpienia objawów chorobowych. Preparaty te ograniczają efekty działania mediatorów – głównie histaminy – uwalnianych przez mastocyty. Redukuje to negatywny wpływ mediatorów na receptory histaminowe znajdujące się na komórkach śródbłonek naczyń oraz komórkach czuciowych układu nerwowego. Terapia bazuje głównie na antagonistach receptora H1 nowej generacji – jak bilastyna – ze względu na wysoki profil bezpieczeństwa, brak działania sedacyjnego oraz skuteczność preparatu w redukcji ilości i wielkości bąbli pokrzywkowych, a także łagodzeniu świądu[1].
- kortykosteroidów – podawanych jedynie w przypadkach ostrej pokrzywki alergicznej o nasilonym przebiegu zmian skórnych i/lub objawami obrzęku naczynioruchowego w obrębie błon śluzowych dróg oddechowych oraz z zagrażającego wstrząsem anafilaktycznym. Należy wówczas podać je pozajelitowo (drogą parenteralną).
- cyklosporyny A – stosowanej przy ciężkiej pokrzywce przewlekłej o nawrotowym przebiegu. Lek hamuje uwalnianie mediatorów mastocytarnych i zapobiega uwalnianiu histaminy przez bazofile, ale powoduje znaczne skutki uboczne, dlatego podaje się go wyłącznie wtedy, gdy zyski dla chorego przewyższają możliwe straty[1].
- adrenaliny (epinefryny) – podawanej w szczególnych przypadkach, gdy pokrzywka jest zapowiedzią rozwijającego się wstrząsu anafilaktycznego z towarzyszącym wysiewem bąbli pokrzywkowych.

Obok leczenia farmakologicznego chorym – głównie z przewlekłą pokrzywką alergiczną – proponuje się dietę eliminacyjną polegającą na spożywaniu przez pacjentów ziemniaków, ryżu, wody mineralnej niegazowanej oraz słodzonej herbaty (w dowolnych ilościach) przez okres 1 do 7 dni, a następnie wprowadzanie kolejno podstawowych pokarmów w odstępach jedno- lub dwudniowych. Takie postępowanie dietetyczne stanowi próbę wskazania możliwej przyczyny alergii objawiającej się pokrzywką. Gdy alergen jest zidentyfikowany – konieczne jest unikanie bezpośredniego kontaktu z czynnikiem wywołującym objawy pokrzywkowe.